# Les Grands Cerfs
Les Grands Cerfs est un roman de Claudie Hunzinger paru le 28 août 2019 aux éditions Grasset et ayant reçu le prix Décembre la même année.

## Historique
Le roman est retenu dans les premières sélections du prix Femina, du prix Médicis et du prix Wepler. Il reçoit le 7 novembre 2019, au premier tour de scrutin, le prix Décembre doté de 15 000 euros remis par la Fondation Yves-Saint-Laurent,.

## Résumé
Le roman se présente comme un texte autobiographique portant essentiellement sur le clan des cerfs dont le territoire, quelques mois par an, évolue dans le domaine rustique et montagnard où vivent Pamina et son compagnon Nils, en haut d'une vallée au-dessus de Colmar. Léo, un ouvrier spécialisé en papeterie et photographe de cerfs, est venu installer un affût photographique sur leur domaine. Pamina se prend à s'intéresser et observer tout ce qui concerne la vie nocturne des grands cerfs. La régulation de leur population (plus que celle des sangliers) est gérée par deux camps, les chasseurs (adjudicataires) et l'Office national des forêts.

## Réception critique
Le livre reçoit une bonne réception, Camille Laurens dans Le Monde considérant que ce livre personnel est aussi un « thriller sylvestre ».

## Éditions
- Éditions Grasset, 2019  (ISBN 9782246821373)[5].
- Adapté en bande dessinée par Gaëtan Nocq (scénario, dessin et couleurs), éd. Daniel Maghen, juin 2023  (ISBN 9782356741035).